# Кодер, Дени
Дени Кодер (фр. Denis Coderre, род. 25 июля 1963, Жольет, Квебек) — канадский политик либерального толка из Квебека, Канада.

## Биография
Денис Кодер родился в квебекском муниципалитете Сен-Адольф-де-Родригес, расположенном примерно в тридцати километрах от города Жольет. Его отец, Эльфеж Кодер, по профессии был плотником. Его мать, Люси Бэйльаржон, была в основном домохозяйкой, но также работала помощником менеджера в магазине по продаже диетических продуктов. В 1973 году семья переехала в город Монреаль-Норд (с 2002 года — район Монреаля), где Дени Кодер окончил среднюю школу в Анри-Бурасса и колледж Мари-Викторан. Кодер получил степень бакалавра политических наук в Университете Монреаля и степень магистра делового администрирования в Университете Оттавы.

### Политическая карьера
- С 1997 года Кодер избирался депутатом Парламента Канады 6 раз, покинув парламент в 2013 году.
- С 3 августа 1999 года по 14 января 2002 года Кодер являлся государственным секретарём в офисе по делам любительского спорта.
- С 15 января 2002 года по 11 декабря 2003 года он занимал пост министра по делам гражданства и иммиграции.
- С 12 декабря 2003 года по 19 июля 2004 года Кодер:
  - был Президентом[англ.] Тайного совета Королевы для Канады,
  - в ранге министра возглавлял офис по делам школ-интернатов для индейцев Канады,
  - являлся ответственным в ранге министра за взаимодействия с организацией «Франкофо́ния»,
  - был федеральным посредником в отношении метисов и индейцев без статуса.
- С 2013 по 2017 год Дени Кодер являлся мэром Монреаля, уступив по итогам выборов 2017 года пост первой в истории Монреаля женщине-мэру Валери Плант[4][5].

## Награды
- Медаль Золотого юбилея королевы Елизаветы II
- Медаль Бриллиантового юбилея королевы Елизаветы II